# Lichtenberg, Oberfranken
Lichtenberg är en stad  i Landkreis Hof i Regierungsbezirk Oberfranken i förbundslandet Bayern i Tyskland.
Staden ingår i kommunalförbundet Lichtenberg tillsammans med kommunen Issigau.